# Гаша
Гаша — село в Каякентском районе Дагестана. Входит в Алхаджакентское сельское поселение.

## Географическое положение
Расположено на склоне горы Алхаджа, в 24 км к юго-западу от города Избербаш, на реке Гамриозень.

## Население
| 1895 | 1926 | 1939 | 1970 | 1989 | 2002 | 2010 |
| ---- | ---- | ---- | ---- | ---- | ---- | ---- |
| 169  | ↘81  | ↗105 | ↘86  | ↗306 | ↘58  | ↘54  |
| 2021 |      |      |      |      |      |      |
| ↘24  |      |      |      |      |      |      |

По переписи 2002 года в селе проживало 58 человек.
Национальный состав
По данным Всероссийской переписи населения 2021 года:
| №        | Национальность | Численность, чел. | Доля  |
| -------- | -------------- | ----------------- | ----- |
| 1        | кумыки         | 24                | 100 % |
| 1.000001 | не указавшие   | 0                 | 0 %   |
| 1.000002 | прочие         | 0                 | 0 %   |
| 1.000003 | всего          | 24                | 100 % |